# 岡村富夫
岡村富夫（捷克語：Tomio Okamura；日语： Okamura Tomio；1972年7月4日—）是捷克商人、作家和政治人物。他是捷克政黨直接民主黎明和自由和直接民主的創建者。他在2013年10月當選捷克众议院議員。
岡村富夫於1972年在日本東京出生，父親是日韓混血日本人，母親是捷克人。岡村富夫5歲時父母離異，其母把包括他在內的3個孩子帶返捷克斯洛伐克生活。岡村富夫後來被送入孤兒院。他21歲時返回日本生活，後來返回捷克，精通英、日、捷克語的岡村富夫在布拉格經營一間主要接待日本旅客的旅行社。2015年創立「自由和直接民主」政黨。